# Яну, Зорка
Зорка Яну (чеш. Zorka Janů, настоящее имя Зора Бабкова (чеш. Zora Babková); 9 июля 1921, Штеховице — 24 марта 1946, Прага) — чешская актриса. Младшая сестра Лиды Бааровой.

## Биография
Зорка Яну родилась в 1921 году в семье судьи Карела Бабка. Её старшей сестрой была актриса Лида Баарова. В 1938 году семья переехала на собственную виллу, спроектированную архитектором Ладиславом Жаком (1900—1973). Обучалась актёрскому мастерству в Пражской консерватории.
В конце 1940 года лечилась в санатории в деревне Враж.
Когда Германия проиграла войну в 1945 году, её сестра была заключена в тюрьму, а мать умерла во время допроса. В 1946 году Зорка Яну покончила жизнь самоубийством, выпрыгнув из окна. Её прах похоронен на кладбище Страшнице, рядом с сестрой и матерью.

## Карьера
Дебютировала в возрасте 12 лет в фильме Madla z cihelny (1933), где снималась вместе со своей сестрой. Спустя год после съёмок в фильме Cech panen kutnohorských (1938), получила свою первую большую роль в фильме Франтишека Чапа и Вацлава Кршка Ohnivé léto (1939). В 1940-х годах снялась в семи фильмах, включая Podvod s Rubensem и Baron Prášil. Сыграла главную роль в фильме Čekanky. Во время Второй мировой войны выступала в театре на Виноградах (1942—1945). Последний раз появилась в кино в 1944 году в фильме Kluci na řece.

## Память
Чешский писатель и поэт Адам Георгиев рассказал о жизни Зорки Яну в своей книге Deník sestry Lídy Baarové (1988).

## Избранная фильмография
- 1944 Kluci na řece
- 1944 Z českých mlýnů
- 1940 Minulost Jany Kosinové
- 1940 Baron Prášil
- 1940 Pacientka Dr. Hegla
- 1940 Čekanky
- 1940 Podvod s Rubensem
- 1939 Ohnivé léto
- 1939 Tulák Macoun
- 1938 Škola základ života
- 1938 Cech panen kutnohorských
- 1933 Madla z cihelny